# Herman Paavilainen
Herman Paavilainen (Virtasalmi, 26 de outubro de 1879 – 8 de julho de 1964) foi um advogado finlandês que serviu como ministro dos assuntos sociais no terceiro governo de Kyösti Kallio.

## Vida
Nascido em Virtasalmi, Paavilainen era formado advogado e teve, entre as décadas de 1920 e 1940, uma longa carreira em cargos de gestão nas instituições de seguro mútuo de empresários agrícolas e cooperativas. Foi diretor executivo da seguradora Aura, desempenhando a função de proteger atividades comerciais e criar segurança de subsistência em caso de acidentes e incapacidade. Como diretor executivo da Vakava, teve o mérito em manter as associações de seguros locais viáveis.
No mesmo período, trabalhou como especialista em seguro social em vários comitês parlamentares e estaduais. Na década de 1920, inclusive, enfatizou a prioridade de regulamentar o sistema geral de invalidez e aposentadoria por idade sobre o seguro de saúde, porque mesmo alguns assalariados ainda não tinham seguro básico em caso de invalidez. Dessa forma, a fim de desenvolver o seguro social, foi convidado para assumir como ministro dos Assuntos Sociais no terceiro governo de Kyösti Kallio.